# Braniștea (okręg Bistrița-Năsăud)
Braniștea (węg. Árpástó) – wieś w Rumunii, w okręgu Bistrița-Năsăud, w gminie Braniștea. W 2011 roku liczyła 1137 mieszkańców.